# Wichita Recordings
Wichita Recordings jest niezależną wytwórnią płytową z siedzibą w Londynie. Grupy, które podpisały z nią kontrakt to m.in. Bloc Party, The Cribs, Clap Your Hands Say Yeah, Bright Eyes, Yeah Yeah Yeahs i Peter Bjorn and John.

## Artyści związani z wytwórnią
- Meg Baird
- Bloc Party
- The Blood Brothers
- Brave Captain
- Bright Eyes
- The Bronx
- The BumbleBeez
- Canyon
- Clap Your Hands Say Yeah
- The Cribs
- Desaparecidos
- The Dodos
- The Drips
- Espers
- Euros Childs
- First Aid Kit
- Greg Weeks
- Giant Drag
- Her Space Holiday
- Kid606
- Les Savy Fav
- Los Campesinos!
- Lovvers
- My Morning Jacket
- Northern State
- Conor Oberst
- The Pattern
- Peter Bjorn and John
- Ruby
- Simian Mobile Disco
- Saul Williams
- Sky Larkin
- Those Dancing Days
- Wauvenfold
- Weevil
- Yeah Yeah Yeahs